# Rugby 7 na Letnich Igrzyskach Olimpijskich 2020 – światowy turniej kwalifikacyjny kobiet
Światowy turniej kwalifikacyjny kobiet do olimpijskiego turnieju rugby 7 kobiet 2020 miał na celu wyłonienie dwóch żeńskich reprezentacji narodowej w rugby 7, która uzyskała awans na rozgrywane w Tokio Letnie Igrzyska Olimpijskie 2020.
W połowie grudnia 2020 roku World Rugby ogłosił, iż oba turnieje ostatniej szansy odbędą się na stadionie Ludwika II w Monako w dniach 19–20 czerwca 2021 roku, a zgodnie ze schematem kwalifikacji wszystkim sześciu regionalnym związkom przydzielono po dwa miejsca. Na początku kwietnia 2019 roku, ogłaszając daty regionalnych turniejów, World Rugby wprowadziło zastrzeżenie, że w przypadku, gdy kwalifikację z WSS uzyskają dwie północnoamerykańskie żeńskie reprezentacje, nie będzie automatycznego awansu na igrzyska z tego regionu, zaś to miejsce zostanie przekazane dla finalisty światowego turnieju.
Losowanie grup – zarówno turnieju żeńskiego, jak i męskiego – zostało zaplanowane na 11 maja 2021 roku w Monako, a przed nim zespoły zostały podzielone na cztery koszyki. Przeprowadzone przez księcia Alberta losowanie wyłoniło trzy czterozespołowe grupy. W tym samym miesiącu potwierdzono, że zawody odbędą się z udziałem publiczności, choć ograniczonej do pięciu tysięcy widzów, a ceny biletów kształtowały się w granicach 10-20 euro za dzień. Składy i charakterystyki zespołów.
Zawody zaplanowano do rozegrania w dwunastozespołowej obsadzie. W pierwszej fazie reprezentacje rywalizować miały systemem kołowym podzielone na trzy czterozespołowe grupy, po czym w drugiej fazie osiem najlepszych awansowało do ćwierćfinałów. Z uwagi na fakt, iż do obsadzenia były dwa wakaty na tokijskich igrzyskach, uzyskali je zwycięzcy półfinałów, zaś finału nie rozegrano. Tuż przed rozpoczęciem zawodów wycofała się z nich reprezentacja Jamajki z uwagi na problemy w podróży.
Przedturniejowe faworytki, Francuzki i Rosjanki, jedyni w tym gronie stali uczestnicy WSS, uzyskały awans na tokijskie igrzyska wysoko wygrywając wszystkie swoje pojedynki – te pierwsze bez straty choćby punktu, te drugie oddając jedno przyłożenie Argentynkom.

## Zakwalifikowane drużyny
| Kwalifikacja                                 | Data                    | Gospodarz | Miejsca | Zakwalifikowani         |
| -------------------------------------------- | ----------------------- | --------- | ------- | ----------------------- |
| Południowoamerykański turniej kwalifikacyjny | 1–2 czerwca 2019        | Peru      | 2       | Kolumbia Argentyna      |
| RAN Women’s Sevens 2019                      | 6–7 lipca 2019          | Kajmany   | 2       | Meksyk Jamajka          |
| Europejski turniej kwalifikacyjny            | 13–14 lipca 2019        | Rosja     | 2       | Rosja Francja           |
| Mistrzostwa Afryki 2019                      | 12–13 października 2019 | Tunezja   | 2       | Madagaskar Tunezja      |
| Mistrzostwa Oceanii 2019                     | 7–9 listopada 2019      | Fidżi     | 2       | Papua-Nowa Gwinea Samoa |
| Azjatycki turniej kwalifikacyjny             | 9–10 listopada 2019     | Chiny     | 2       | Hongkong Kazachstan     |
| Razem                                        |                         |           | 12      |                         |

## Faza grupowa

### Grupa A
| 19 czerwca 202110:58 | Argentyna | 36:0 | Meksyk | Stadion Ludwika II, Monako |
| 19 czerwca 202110:58 |           | 36:0 |        | Stadion Ludwika II, Monako |

| 19 czerwca 202111:20 | Rosja | 32:0 | Samoa | Stadion Ludwika II, Monako |
| 19 czerwca 202111:20 |       | 32:0 |       | Stadion Ludwika II, Monako |

| 19 czerwca 202116:16 | Argentyna | 15:12 | Samoa | Stadion Ludwika II, Monako |
| 19 czerwca 202116:16 |           | 15:12 |       | Stadion Ludwika II, Monako |

| 19 czerwca 202116:38 | Rosja | 55:0 | Meksyk | Stadion Ludwika II, Monako |
| 19 czerwca 202116:38 |       | 55:0 |        | Stadion Ludwika II, Monako |

| 20 czerwca 202110:41 | Meksyk | 17:20 | Samoa | Stadion Ludwika II, Monako |
| 20 czerwca 202110:41 |        | 17:20 |       | Stadion Ludwika II, Monako |

| 20 czerwca 202111:03 | Rosja | 41:7 | Argentyna | Stadion Ludwika II, Monako |
| 20 czerwca 202111:03 |       | 41:7 |           | Stadion Ludwika II, Monako |

### Grupa B
| 19 czerwca 202114:08 | Papua-Nowa Gwinea | 5:46 | Tunezja | Stadion Ludwika II, Monako |
| 19 czerwca 202114:08 |                   | 5:46 |         | Stadion Ludwika II, Monako |

| 19 czerwca 202117:00 | Kazachstan | 12:0 | Tunezja | Stadion Ludwika II, Monako |
| 19 czerwca 202117:00 |            | 12:0 |         | Stadion Ludwika II, Monako |

| 20 czerwca 202111:47 | Papua-Nowa Gwinea | 10:17 | Kazachstan | Stadion Ludwika II, Monako |
| 20 czerwca 202111:47 |                   | 10:17 |            | Stadion Ludwika II, Monako |

### Grupa C
| 19 czerwca 202114:30 | Hongkong | 31:10 | Kolumbia | Stadion Ludwika II, Monako |
| 19 czerwca 202114:30 |          | 31:10 |          | Stadion Ludwika II, Monako |

| 19 czerwca 202114:52 | Francja | 49:0 | Madagaskar | Stadion Ludwika II, Monako |
| 19 czerwca 202114:52 |         | 49:0 |            | Stadion Ludwika II, Monako |

| 19 czerwca 202119:11 | Hongkong | 19:12 | Madagaskar | Stadion Ludwika II, Monako |
| 19 czerwca 202119:11 |          | 19:12 |            | Stadion Ludwika II, Monako |

| 19 czerwca 202119:33 | Francja | 47:0 | Kolumbia | Stadion Ludwika II, Monako |
| 19 czerwca 202119:33 |         | 47:0 |          | Stadion Ludwika II, Monako |

| 20 czerwca 202112:09 | Kolumbia | 12:7 | Madagaskar | Stadion Ludwika II, Monako |
| 20 czerwca 202112:09 |          | 12:7 |            | Stadion Ludwika II, Monako |

| 20 czerwca 202112:31 | Francja | 55:0 | Hongkong | Stadion Ludwika II, Monako |
| 20 czerwca 202112:31 |         | 55:0 |          | Stadion Ludwika II, Monako |

## Faza pucharowa
|  |                 |           |          |                 |    |          |          |       |
|  | Półfinał        | Półfinał  | Półfinał |                 |    | Finał    | Finał    | Finał |
|  | Półfinał        | Półfinał  | Półfinał |                 |    | Finał    | Finał    | Finał |
|  | 20 czerwca 2021 |           |          |                 |    |          |          |       |
|  |                 |           |          |                 |    |          |          |       |
|  | Argentyna       | Argentyna | 5        |                 |    |          |          |       |
|  | Argentyna       | Argentyna | 5        | 20 czerwca 2021 |    |          |          |       |
|  | Hongkong        | Hongkong  | 24       |                 |    |          |          |       |
|  | Hongkong        | Hongkong  | 24       |                 |    | Hongkong | Hongkong | 0     |
|  | 20 czerwca 2021 |           |          |                 |    | Hongkong | Hongkong | 0     |
|  |                 |           | Francja  | Francja         | 51 |          |          |       |
|  | Francja         | Francja   | Francja  | Francja         | 51 | 52       |          |       |
|  | Francja         | Francja   |          |                 |    |          |          |       |
|  | Kolumbia        | Kolumbia  | 0        |                 |    |          |          |       |
|  | Kolumbia        | Kolumbia  | 0        |                 |    |          |          |       |

| 20 czerwca 202114:55 | Argentyna | 5:24 | Hongkong | Stadion Ludwika II, Monako |
| 20 czerwca 202114:55 |           | 5:24 |          | Stadion Ludwika II, Monako |

| 20 czerwca 202116:01 | Francja | 52:0 | Kolumbia | Stadion Ludwika II, Monako |
| 20 czerwca 202116:01 |         | 52:0 |          | Stadion Ludwika II, Monako |

| 20 czerwca 202118:29 | Hongkong | 0:51 | Francja | Stadion Ludwika II, Monako |
| 20 czerwca 202118:29 |          | 0:51 |         | Stadion Ludwika II, Monako |

|  |                 |            |          |                 |    |            |            |       |
|  | Półfinał        | Półfinał   | Półfinał |                 |    | Finał      | Finał      | Finał |
|  | Półfinał        | Półfinał   | Półfinał |                 |    | Finał      | Finał      | Finał |
|  | 20 czerwca 2021 |            |          |                 |    |            |            |       |
|  |                 |            |          |                 |    |            |            |       |
|  | Kazachstan      | Kazachstan | 29       |                 |    |            |            |       |
|  | Kazachstan      | Kazachstan | 29       | 20 czerwca 2021 |    |            |            |       |
|  | Tunezja         | Tunezja    | 21       |                 |    |            |            |       |
|  | Tunezja         | Tunezja    | 21       |                 |    | Kazachstan | Kazachstan | 0     |
|  | 20 czerwca 2021 |            |          |                 |    | Kazachstan | Kazachstan | 0     |
|  |                 |            | Rosja    | Rosja           | 38 |            |            |       |
|  | Rosja           | Rosja      | Rosja    | Rosja           | 38 | 29         |            |       |
|  | Rosja           | Rosja      |          |                 |    |            |            |       |
|  | Samoa           | Samoa      | 0        |                 |    |            |            |       |
|  | Samoa           | Samoa      | 0        |                 |    |            |            |       |

| 20 czerwca 202115:17 | Kazachstan | 29:21 | Tunezja | Stadion Ludwika II, Monako |
| 20 czerwca 202115:17 |            | 29:21 |         | Stadion Ludwika II, Monako |

| 20 czerwca 202115:39 | Rosja | 29:0 | Samoa | Stadion Ludwika II, Monako |
| 20 czerwca 202115:39 |       | 29:0 |       | Stadion Ludwika II, Monako |

| 20 czerwca 202118:07 | Kazachstan | 0:38 | Rosja | Stadion Ludwika II, Monako |
| 20 czerwca 202118:07 |            | 0:38 |       | Stadion Ludwika II, Monako |